# 天生贏家 (歌手)
天生贏家（英語：Chamillionaire，念法：Ka-MIL-yin-air，kəˌmɪljəˈnεər），原名哈基姆·塞里基（1979年11月28日—），是一名來自德州休士頓的一名美國饒舌歌手，同時也是 Chamillitary Entertainment 的CEO。「Chamillionaire」一字是由「變色龍」（chameleon）與「百萬富翁」（millionaire）所組成的混合字。他表示他的目標是要證明南方也是能出產優秀的作詞者。天生贏家原本是 The Color Changin' Click 的創始人及成員之一。2007年，他以在美國奪下兩週冠軍的單曲《Ridin'》贏得葛萊美獎「最佳饒舌樂團/組合」。

## 早期生活
1979年11月29日，哈基姆·塞里基在出生於華盛頓特區的一個奈及利亞移民家庭，4歲時搬到德州休士頓。身為家中的長子，為了家中生計他必須到處工作。
他說一開始他們在休士頓是住在 Eisenhower High School 的校區，父母為了讓他能上較好的籃球課程，搬到了 Jersey Village High School 的校區，他也因此進入 Jersey Village。

## 音樂生涯
天生贏家曾表示他從1998年就開始錄製混音帶。在一個場合上，他和保羅·沃爾認識了北休士頓出身的 Michael "5000" Watts。 之後他與保羅·沃爾替 Watts 的廣播節目錄製了一段開場音樂。Watts 十分喜歡他們所錄製的音樂，所以將音樂片段放入自己的混音帶中。很快的他們成為休士頓混音帶團體常用的素材之一，並成為 Watts 的唱片公司 Swishahouse 的固定成員。
不久，天生贏家和保羅·沃爾組成了乐团The Color Changin' Click。2002年，他們合作的專輯《Get Ya Mind Correct》賣出超過十萬張。《The Source》雜誌稱這張專輯是2002年最佳獨立唱片。

### 2005–2006：《恩仇錄》
天生贏家的第一張個人專輯《恩仇錄》在2005年11月，由 Chamillitary Entertainment 與 Universal Records 發行。專輯首周登上了美國告示牌排行榜第10名。專輯的第一支單曲是由 Scott Storch 擔任製作人，與力爾·非合作的《Turn It Up》，接著是與Krayzie Bone和骨頭惡棍與和聲合唱團（Bone Thugs-n-Harmony）合作的《Ridin'》，這首單曲也成為告示牌排行榜冠軍單曲。這首單曲的音樂錄影帶也成為2006年 MTV 音樂錄影帶大獎的「年度饒舌音樂錄影帶」。艾爾楊科維奇也在自己的專輯《終極惡搞》中模仿這首歌曲。專輯的第三張單曲是《Grown and Sexy》。
另外，專輯附贈歌曲《Grind Time》收入在遊戲「NBA Live '06」中。專輯獲得白金唱片認證，之後在2006年2月發行了 Screwed & Chopped 混音版。專輯中的客串歌手包括力爾·非，Natalie，Krayzie Bone，Bun B，小韋恩，派司特·洛伊，殺手麥克，疤面老爹，還有他弟弟 Rasaq 等等。
2006年，他在法蘭奇的《That Girl》與席亞拉的《Get Up》中獻聲。

### 2007–現在：《終極勝戰》

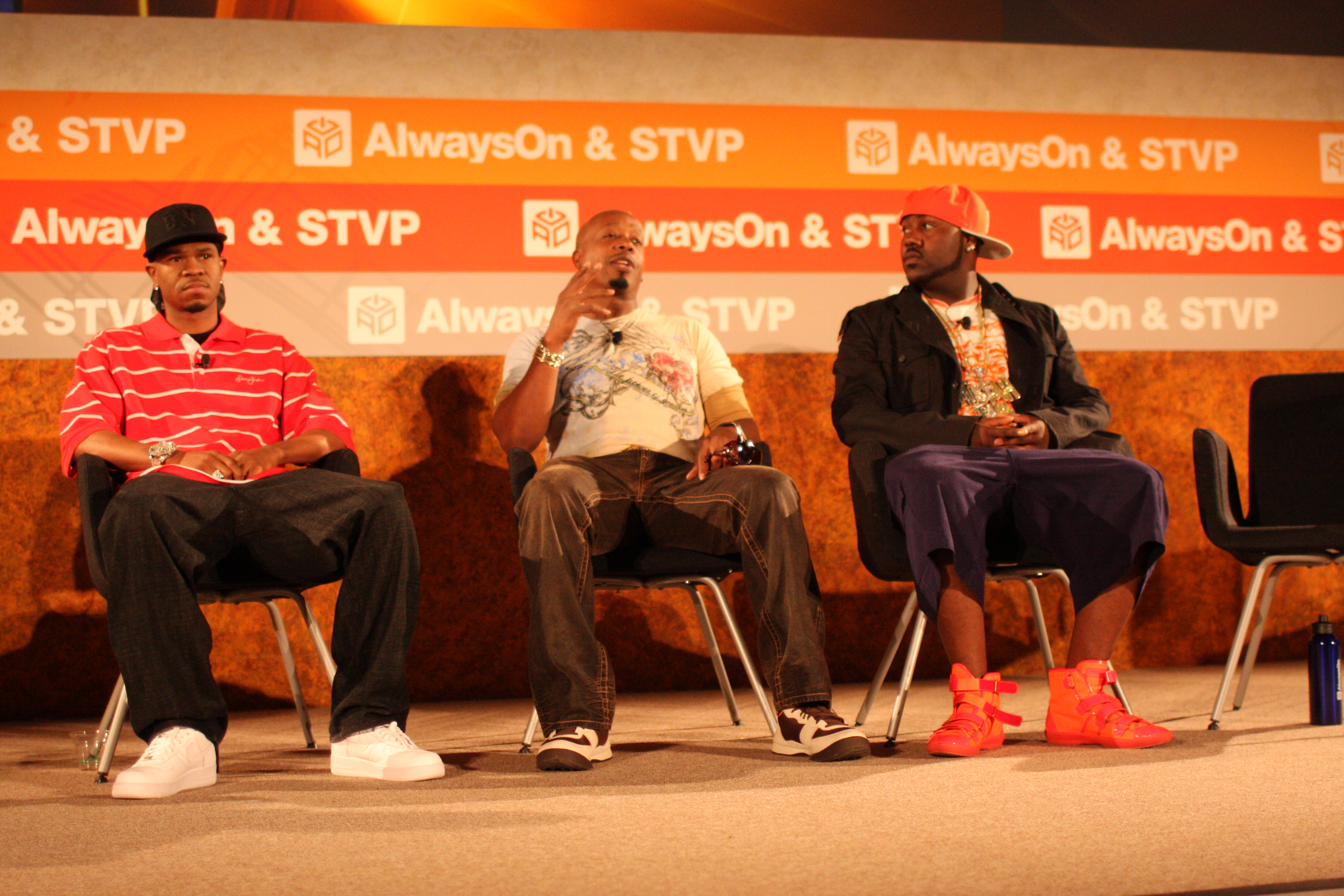
2008年7月24日，與MC哈默和Mistah F.A.B.

2007年9月18日，天生贏家發行了第二張主流專輯《終極勝戰》。合作歌手包括地下之王，Krayzie Bone，小韋恩，Famous，Tony Henry，Devin the Dude 和洛依德等人。首張專輯是與 Slick Rick 合作的《Hip Hop Police》，2007年9月14日他們在CBS的電視節目《Late Show with David Letterman》中表演。第二首單曲是與團體凱西與巧巧的凱西合作的《Won't Let You Down》。這首歌之後發行了「Texas Takeover Remix」版，與許多來自德州的饒舌歌手合作，像是滑頭惡棍，Lil' Keke，保羅·沃爾，麥克·瓊斯，地下之王，Trae 和 Z-Ro。
他目前計畫展開巡迴演唱，並計畫與 Famous 組成團體「Money, Power, and Fame」。他將以旗下的廠牌 Chamillitary Soul 發行 Tony Henry 的 R&B project。
天生贏家的《Mixtape Messiah》系列的第四張作品《Mixtape Messiah 4》原本預計在2007年12月18日發行，但現在發行日期已經延到了2008年8月27日。《Mixtape Messiah 5》在2008年11月23日發行。天生贏家也在 UStream[http://www.ustream.tv/channel/chamillionaire-live（date=20080709020117+页面存档备份，存于）]上與歌迷做線上對談。《Mixtape Messiah 6》預計在2009年1月13日推出。

## 音樂作品
- 2005: 《恩仇錄》（The Sound of Revenge）
- 2007: 《終極勝戰》（Ultimate Victory）

## 外部連結
- [http://www.chamillionaire.com/（date=20080730185007+页面存档备份，存于） 官方網站]
- [http://www.chamillionaireonline.com/（date=20080828060014+页面存档备份，存于） Universal Records所成立的官方網站 ]
- 天生贏家在互联网电影资料库（IMDb）上的資料（英文）
- 天生贏家的MySpace主頁
- 天生贏家在Buzznet的網頁